# Ringanui toonuitti
Ringanui toonuitti is een vlokreeftensoort uit de familie van de Paraleptamphopidae. De wetenschappelijke naam van de soort is voor het eerst geldig gepubliceerd in 2006 door Fenwick.